# Омельченко Андрій Федорович
Оме́льченко Андрі́й Фе́дорович  (2 липня 1926 с. Павлиш, Онуфріївського району Полтавської області, тепер Кіровоградської області — 9 травня 1981 Київ) — український бандурист, педагог, кандидат мистецтвознавства (Розвиток кобзарського мистецтва на Україні) з 1968 р.

## Життєпис
Народився 2 липня 1926 року в селі Павлиш Онуфріївського району Кіровоградської області.
Відвідував дитячу капелу бандуристів Палацу культури заводу імені Ф. Дзержинського (м. Кам'янське). Вивчав гру на бандурі у Макара Осадчого, М. Лобка та Г. Китастого.
З листопада 1943 року на фронті. Брав участь у боях на Першому Білоруському фронті, мав три поранення. Нагороджений орденом Слави ІІІ ступеня та багатьма медалями.
Після війни продовжив військову службу як музикант в Ансамблі пісні і танцю під керуванням Є.П. Шейніна, у складі радянських військ у Німеччині.
Закінчив Київську консерваторію по класу бандури (А. Бобир, В.А. Кабачок) і вокалу (професори Д. Г. Євтушенко та О. О. Гродзинський) в 1956 р. Продовжив навчання в аспірантурі виконавського профілю по класу професора М. М. Геліса.
Лауреат конкурсу виконавців на І Всесвіт, фестивалі молоді та студентів (Москва, 1957).
Соліст ансамблю бандуристів українського радіо з 1952 р.
З 1954 р. викладач в Київській середній спеціальній музичній десятирічній школі імені М. В. Лисенка. Працював у Київській філармонії, ІМФЕ, 1962-71 викладав у Київському музичному училищі імені Р. М. Глієра. Серед учнів Микола та Василь Литвини, А. Мамченко, С. Петрова, А. Шутько та ін. Виступав закордоном в Чехословаччині, Польщі, Фінландії.
Ініціатор випуску «Бібліотека бандуриста». Упорядник кількох збірників для бандури.
Омельченку належить перше в українському музикознавстві фундаментальне дослідження «Розвиток кобзарського мистецтва на Україні» (1968).
З 1978 року викладав у Київському державному інституті культури імені О. Є. Корнійчука, був заступником декана оркестрового факультету, членом Правління Музичного товариства УРСР, головою художньої ради кобзарів-бандуристів.
Досліджував народну музику, кобзарство (кн. Народні співці музиканти в Україні — К. 1980) Упорядник збірників п'єс для бандури. Автор навчально-метод. посібника «Школа гри на бандурі» (1975, 1979, та пізніше посмертно у співавторстві з С. Баштаном в 1984, 1989). Автор понад 90 статей та редактор 46 нотних видань. Редактор підручника гри на бандурі М. Опришка.

## Учні
- Литвин Микола Степанович
- Литвин Василь Степанович,
- Мамченко Антоніна Іванівна,
- Петрова Світлана Петрівна,
- Шептицька Алла Маркіянівна,
- Шутько Алла Костянтинівна

## Праці
- Омельченко А. Ф. Потрібна єдина система бандур / А. Ф. Омельченко // Радянська культура. — 1956. — 31 жовтня.
- рос. Омельченко А. Ф. Развитие кобзарского искусства на Украине. Автореферат диссертации на соискание ученой степени кандидата искусствоведения — К.:1968 — 25с.
- Омельченко А. Розвиток кобзарського мистецтва в Україні — Автореферат. К.:1968 — 25с.
- Омельченко А. Рокоче бандура // Знання та праця, ч. 12 (346) К.:1968, та передрук // Нові Дні, Торонто, липень-серпень, 1969.
- Омельченко А. Ф. Розвиток кобзарського мистецтва в Україні: дис. канд. мистецтвознавства ; спец. 17.00.02 «Музичне мистецтво» / Омельченко Андрій Федорович ; АНУ. — К., 1971. — 180 с.
- Омельченко А. Розвиток кобзарського мистецтва в Україні — Дисертація на здобуття ученого ступеня кандидата мистецтвознавства. К.: АНУ, 1971—180с.
- Омельченко А. Твори для ансамблю бандуристів [Архівовано 30 квітня 2021 у Wayback Machine.], «Музична Україна», Київ — 1971
- Омельченко А. Майстер і його винахід // НТЕ, № 1, 1972
- Омельченко А. Школа гри на бандурі, 1 клас К.: Музична Україна, 1973—104с.
- Омельченко А. Школа гри на бандурі, 2 клас К.: Музична Україна, 1975—124с.
- Омельченко А. Ф. Народні музичні інструменти і проблеми їх вдосконалення / А. Ф. Омельченко // Народна творчість та етнографія. — 1976. — № 2.
- Омельченко А. Гнат Хоткевич (до 100 річчя від дня народження) // Музика, 1977, № 6. — С.26-27
- Омельченко А. Кобзарська діяльність І. І. Кучугура-Кучеренко // НТЕ, 1978, № 4 — с.42-49
- Омельченко А., Кирдан, Б. Народні співці-музиканти в Україні — К.:1980 — с.180